# کورمان (شاباتس)
کورمان (به صربی: Korman) یک منطقهٔ مسکونی در صربستان است که در شاباتس واقع شده‌است. کورمان ۳۹۳ نفر جمعیت دارد.